# Trentino Basket Cup
La Trentino Basket Cup, también conocida como Torneo Internacional de Trento, es un torneo internacional de baloncesto masculino nacional que tiene lugar en la ciudad de Trento durante el verano.

## Historia
Este torneo nació en el año 2012 siguiendo las reglas de la FIBA. La selección nacional de baloncesto italiana utiliza este torneo como primera fase de preparación para los campeonatos europeo y mundial.
Hasta la edición del 2015 el torneo duraba tres días y todos los equipos competían entre ellos, pero en las últimas dos ediciones el torneo ha durado dos días y se ha jugado con el sistema de semifinal y final.

## Ediciones
| Año  | Campeón  | Segundo Puesto | Tercer Puesto | Cuarto Puesto        | MVP             |
| ---- | -------- | -------------- | ------------- | -------------------- | --------------- |
| 2012 | Italia   | Montenegro     | Finlandia     | Bosnia y Herzegovina | Luigi Datome    |
| 2013 | Italia   | Israel         | Polonia       | Georgia              | Marco Belinelli |
| 2014 | Italia   | Alemania       | Países Bajos  | Bélgica              | Davide Pascolo  |
| 2015 | Alemania | Italia         | Austria       | Países Bajos         | Luigi Datome    |
| 2016 | Italia   | China          | Turquía       | República Checa      | Marco Belinelli |
| 2017 | Italia   | Países Bajos   | Bielorrusia   | Ucrania              | Marco Belinelli |